# Longdong (ort i Kina, Sichuan Sheng, lat 32,11, long 106,37)
Longdong (kinesiska: 龙洞) är en ort i Kina. Den ligger i provinsen Sichuan, i den sydvästra delen av landet, omkring 270 kilometer nordost om provinshuvudstaden Chengdu. Antalet invånare är 5 258. Befolkningen består av 2 592 kvinnor och 2 666 män. Barn under 15 år utgör 20,0 %, vuxna 15-64 år 66 %, och äldre över 65 år 13,0 %.
Runt Longdong är det tätbefolkat, med 369 invånare per kvadratkilometer. Närmaste större samhälle är Gaopo, 3,8 km sydväst om Longdong. I omgivningarna runt Longdong växer i huvudsak blandskog.
Genomsnittlig årsnederbörd är 1 312 millimeter. Den regnigaste månaden är juli, med i genomsnitt 346 mm nederbörd, och den torraste är december, med 2 mm nederbörd.